# سجن قلعة سينوب
سجن قلعة سينوب (بالإنجليزية: Sinop Fortress Prison) هو سجن تاريخي يقع داخل قلعة مدينة سينوب شمال تركيا بمنطقة البحر الأسود.

## التاريخ
يعد من السجون القديمة في تركيا، شيد المبنى عام 1887 في العهد العثماني داخل قلعة سينوب، يُعرف أيضًا باسم "ألكاتراز الأناضول" كونه يستحيل على السجناء الهروب منه بسبب موقعه المحصن والتدابير الأمنية.
في عام 1997 تم إغلاق السجن ونقل السجناء منه إلى سجن جديد بني في سينوب.

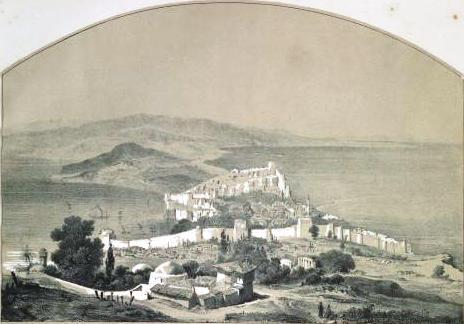
قلعة سينوب في سينوب بتركيا

تقع قلعة سينوب التي تضم السجن على ساحل البحر الأسود في الجزء الشمالي الغربي من رأس سينوب، شيدت في القرن السابع قبل الميلاد عند تأسيس المدينة كمستعمرة يونانية، تطورت القلعة فيما بعد من قبل الفرس ومملكة البنطس والرومان والبيزنطيين.
قسم الأتراك السلاجقة القلعة إلى قسمين عن طريق تشييد جدار في اتجاه الشمال والجنوب وبإضافة جدار آخر في اتجاه الغرب والشرق واستُخدمت القلعة في الداخل كحوض لبناء السفن وزنزانة.
يبلغ ارتفاع أسوار القلعة 18 مترًا وعرضها 3 أمتار، بها أحد عشر برج مراقبة بارتفاع 22 مترًا، خمسة منها أضيفت أثناء بناء القلعة الداخلية.

## الوصف
يحتوي السجن على 28 قاعة مكونة من طابقين لاستخدام السجناء.
بني حمام تركي بجوار مبنى السجن، في عام 1939 تمت إضافة مبنى به 9 قاعات يتوافق معماريًا مع المبنى الرئيسي لاستخدامه كسجن للأحداث.

## المساحة
تغطي القلعة الداخلية التي تضم مرافق السجن مساحة 10247 مترًا مربعًا.

## الثقافة الشعبية
ظهر سجن قلعة سينوب في قصص وقصائد مختلفة لكتاب أتراك بارزين قضوا مدة عقوبتهم فيه.

## السياحة

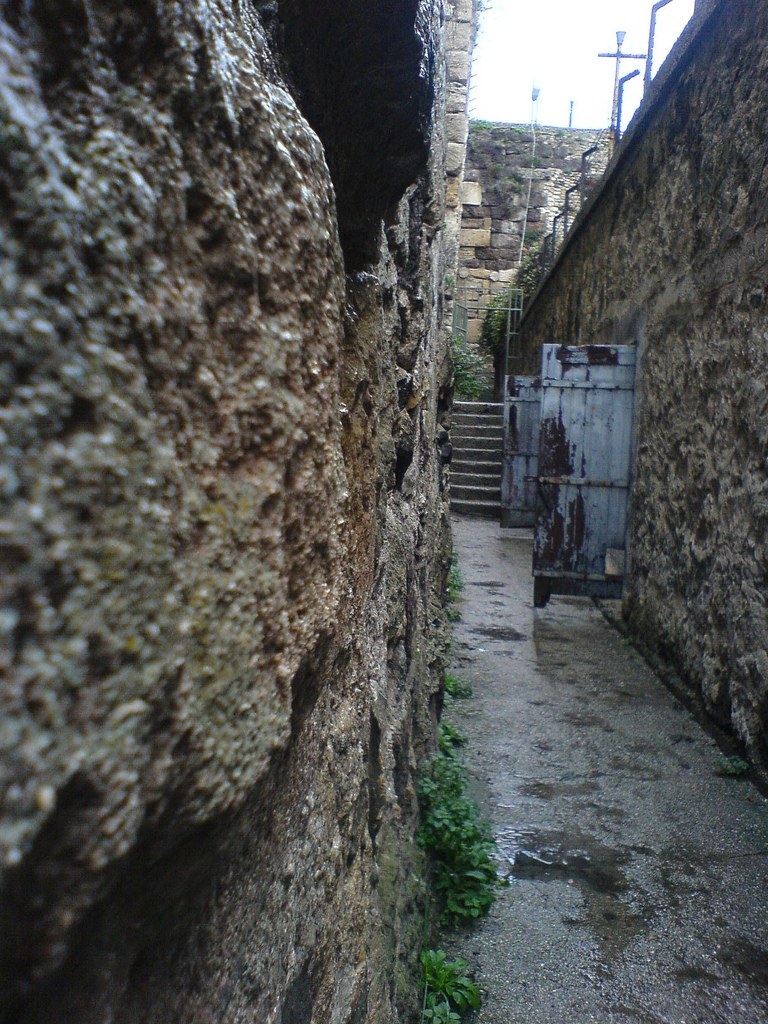
قلعة سينوب من الخارج

في 2 أغسطس 1999 تسلمت وزارة الثقافة والسياحة التركية مرافق السجن، مفتوح حاليًا للجمهور كمتحف لأغراض مشاهدة المعالم السياحية، يستضيف السجن التاريخي مئات الآلاف من السياح سنويًا.

## سجناء بارزين
ضم السجن العديد من المعتقلين المثقفين بتهم لأسباب سياسية:
رفيق خالد قراي، صحفي وروائي (1913)
مصطفى صبحي، صحفي وسياسي (1913)
عثمان جمال، مدرس وكاتب (1913)
زكريا سيرتل، صحفي (1925–1928)
صباح الدين علي، كاتب وشاعر وصحفي (1932)